# Senecio brevidentatus
Senecio brevidentatus là một loài thực vật có hoa trong họ Cúc. Loài này được M.D.Hend. miêu tả khoa học đầu tiên năm 1954.